# Colwich (Kansas)
Colwich es una ciudad ubicada en el condado de Sedgwick, en el estado estadounidense de Kansas. Según el censo de 2010, estaba habitada por 1327 personas y su densidad de población era de 698,42 hab/km².

## Geografía
La Oficina del Censo de los Estados Unidos ubica a Colwich en las coordenadas 37°46′54.6″N 97°32′10.7″O / 37.781833, -97.536306.

## Demografía
Según el censo de 2000, los ingresos medios por hogar en la localidad eran de $51 346 y los ingresos medios por familia eran de $58 068. Los hombres tenían unos ingresos medios de $41 667 frente a los $28 676 de las mujeres. La renta per cápita de la localidad era de $19 588. Alrededor del 2,3% de la población estaba por debajo del umbral de pobreza.